# 安卡拉體育會
安卡拉體育會（Ankaraspor Kulübü）是一間位於土耳其首都安卡拉的職業足球會，前稱奧斯曼利斯普。安卡拉體育成立於2014年，現時於土耳其足球乙級聯賽角逐。2016–17年歐霸盃，奧斯曼利斯普第一次晉身歐霸盃分組賽階段。